# Xavier De Baere
Xavier De Baere is de naam van een typetje, gespeeld door Lucas Van den Eynde. Hij dook voor het eerst op in 1993 tijdens het Vlaamse televisieprogramma Morgen Maandag van Mark Uytterhoeven, waar hij spoedig immens populair werd. 

## Ontstaansgeschiedenis
Xavier De Baere was een man met haar in een zijstreep, een truitje zonder mouwen (of debardeur) en een lange broek. Hij werd in Morgen Maandag steevast geïntroduceerd als "professioneel afscheidsnemer" en verscheen dus ook aan het einde van iedere aflevering. Wekelijks probeerde hij een ernstige slottoespraak te houden, maar kwam nooit goed uit zijn woorden. Keer op keer haalde De Baere met een bloedserieus gezicht allerlei spreekwoorden, gezegden en uitdrukkingen door elkaar in een poging plechtig te klinken. Zijn vaste catchphrases waren de uitdrukkingen: "Formidabel" en "Dank u vriendelijk, dames en heren". De combinatie van zijn ernst met zijn taalverhaspelingen bombardeerde hem meteen tot cultfiguur. Soms begeleidde hij zijn toespraken op muzikale wijze door fluit te spelen of te tapdansen, maar altijd werkte hij op de lachspieren. De Baere mocht ook de allerlaatste aflevering van de reeks afsluiten en deed dit door de ganse zaal zonder stroom te zetten.
De Baere werd zo populair dat hij zelfs een kerstsingle opnam, Formidabele Kerstmis, en politicus Bert Anciaux hem ooit tijdens een parlementaire toespraak imiteerde. In 1993 eindigde hij in Humo's Pop Poll op de tweede plaats in de categorie "Man van het Jaar", na de eerder dat jaar overleden koning Boudewijn. Ook de Vlaamse rapgroep Philly Bustaz vermeldde hem in hun nummer Fake Ass Gangstas.

## Juridische problemen
Toen Morgen Maandag een aantal weken liep werd er tegen Van den Eynde een rechtszaak aangespannen. Een voormalig klasgenoot van hem, Xavier De Baere, beweerde dat Van den Eynde het gedrag en de naam van zijn succestypetje aan hem had ontleend en diende een klacht in wegens smaad. Als gevolg hiervan werd Xavier De Baere een aantal weken lang in het programma aangekondigd zonder hem bij naam te noemen. Eind 1993 besloot Van den Eynde de figuur niet meer te spelen, op enkele uitzonderingen na, zoals Humo's Pop Poll De Luxe in 2003 ter gelegenheid van het pensioen van hoofdredacteur Guy Mortier en de grote galashow datzelfde jaar op de VRT ter ere van het vijftigjarig bestaan van de Vlaamse televisie.